# 秀美斯氏脂䲁
秀美斯氏脂䲁（學名：Starksia sella），為輻鰭魚綱䲁形目脂䲁科斯氏脂䲁屬的一個種，分布於中西大西洋托巴哥海域，深度5至29公尺，本魚體長，扁平，頭尖，眼、鼻孔和頸背觸鬚不分支，背鰭硬棘與軟條之間有一缺刻，雄魚第一臀棘長，與鰭的其餘部分分離，變性為性器官，側線連續，前段拱起，後段直，側線鱗片16枚，頰部在深色底面上有網狀淺色斑點，唇部有深色橫帶，吻部和兩眼之間有小的淡色斑點，從鰓孔到胸鰭基部有一條淡色的斜紋，背鰭硬棘18-19枚、背鰭軟條7-9枚、臀鰭硬棘2枚、臀鰭軟條16-17枚，體長可達2.8公分，棲息在陡峭的礁石坡，生活習性不明。